# Helanthium bolivianum
Helanthium bolivianum là một loài thực vật có hoa trong họ Alismataceae. Loài này được (Rusby) Lehtonen & Myllys mô tả khoa học đầu tiên năm 2008. Đây là loài bản địa của miền Nam Mexico, Trung Mỹ, Tây Ấn và Nam Mỹ.